# Tiphia minuta
Tiphia minuta é uma espécie de insetos himenópteros, mais especificamente de vespas parasíticas pertencente à família Tiphiidae.
A autoridade científica da espécie é Linden, tendo sido descrita no ano de 1827.
Trata-se de uma espécie presente no território português.